# Borg (noordelijk deel)
Borg (noordelijk deel) (Zweeds: Borg (norra delen)) is een småort in de gemeente Söderhamn in het landschap Hälsingland en de provincie Gävleborgs län in Zweden. Het småort heeft 71 inwoners (2005) en een oppervlakte van 10 hectare. Het småort bestaat uit het noordelijk deel van de plaats Borg.